# Holger Langhoff
Holger Langhoff (* 10. März 1961) ist ein ehemaliger deutscher Handballspieler.

## Werdegang
Der Sohn von Gerd Langhoff wurde mit Empor Rostock 1986 und 1987 Meister der Deutschen Demokratischen Republik (DDR), 1981, 1985, 1986, 1987, 1988, 1989 gewann er mit der Mannschaft den FDGB-Pokal sowie 1982 den Europapokal der Pokalsieger und die Vereinseuropameisterschaft. 1981 unterlag er mit Rostock in den beiden Endspielen des Europapokals der Pokalsieger dem TuS Nettelstedt. Nach dem Ende der DDR trat Langhoff mit Rostock in der Handball-Bundesliga an und war Kapitän der Mannschaft.
Langhoff war Nationalspieler der DDR, 1985 gewann er mit der Auswahl die B-Weltmeisterschaft. Er wurde in 55 Länderspielen eingesetzt.
Er beendete 1993 seine Laufbahn. Langhoff studierte Medizin, seine Doktorarbeit (Antiepidermale Autoantikörper im Serum von Psoriasispatienten: Nachweis und mögliche pathogenetische Bedeutung) wurde 1994 an der Universität Rostock angenommen. Er wurde als Hautarzt in Schwerin tätig.